# Amadeu Cuscó i Panadès
Amadeu Cuscó i Panadès (Esparreguera, Baix Llobregat, 7 de febrer del 1876 - Barcelona, 13 de gener del 1942) va ser un pianista, mestre de capella i compositor català.
Autor de nombroses obres de música de cambra, obres simfòniques i música religiosa. Se li van atorgar diferents premis per les seves composicions, d'entre ells: Premi Concepció Rabell, Premi de Composició Felip Pedrell, Concurso Nacional de Bellas Artes de Madrid, Ateneo Sevillano, Radio Asociación i Premio Sevilla.

## Biografia

### Inicis
Amadeu Jaume Pio Cuscó i Panadès va néixer a Esparreguera (Baix Llobregat) el 7 de febrer de 1876, fill d'Antoni Cuscó, de Vallirana, i de la seva esposa, Teresa Panadès, d'Esparreguera. Poc abans de complir nou anys ingressà a l'escolania de Montserrat, on va tenir de professor d'orgue el conegut monjo Manuel Maria Guzmán. El 1891 es traslladà a Barcelona, i allà estudià piano amb el mestre Joan B. Pellicer, i harmonia i contrapunt amb Amadeu Vives i Enric Morera. Posteriorment va fer suplències com a organista per al mestre Robert Goberna a la parròquia de la Concepció.
L'octubre de 1901, per mediació de Morera, va anar a Sitges a substituir Esteve Català i March com a organista i mestre de capella de la parròquia i també com a director de la banda del Retiro. Durant els sis anys que visqué a Sitges, va adquirir fama de bon compositor i de músic versàtil. Fou autor de diverses peces de música sacra, entre elles una Missa de Rèquiem (1903) i una Missa de Glòria (1905), l'última de les quals dedicà al rector Josep Bricullé. Com a director musical del Retiro, a part de compondre i arranjar caramelles i ballables, el 1902 impulsà –en companyia de Salvador Robert i Raventós- una sèrie de concerts als jardins de l'entitat que serien coneguts com “Los jueves de moda” (al duet harmònium i violoncel aviat s'hi va afegir el violinista Juli Pérez Aguirre i sovint també hi participà Morera tocant el piano).
L'abril de 1904 abandonà la banda del Retiro. A partir d'aquell moment feu ocasionalment de pianista al Prado i durant 1905-1906 realitzà les partitures líriques de diverses obres teatrals, com ara Felicitat, de Joaquim Benaprès i Mestre; Fuga de presos i Concurso humorístico, d'Alberto Pelairea; En Griva, d'Antoni Benazet i Plana; i Les arrecades, de Salvador Olivella i Carreras. El març de 1907, arran de les queixes formulades per mossèn Bricullé en relació al Septenari dels Dolors, presentà la dimissió com a mestre de capella i tornà a la parròquia de la Concepció a fer les suplències del mestre Goberna.
Entregat per complet a la tasca creativa, a partir dels anys vint encetà una carrera plena d'èxits com a compositor de música de cambra i d'obres simfòniques, donant-se a conèixer amb el Quartet I (per dos violins, viola i violoncel), executat el 1924 a París i Brussel·les pel quintet de la Haia, que després el va presentar a Barcelona. Va compondre música religiosa, comèdies líriques amb textos de A. Pelaiera i obres que van pertànyer al gènere simfònic i també música de cambra que va quedar sense publicar degut al poc interès que va manifestar el compositor en aconseguir el reconeixement general. El 1926 fou premiat per primera vegada al Concurs Nacional de Belles Arts de Madrid amb el Quartet III o Quartet en Fa menor. Posteriorment obtingué el mateix guardó en dues ocasions més: el 1928 amb el Poema psíquis per a gran orquestra, inspirat en Goya; i el 1930, amb Dos preludis, estrenats al Palau de la Música per l'orquestra de Pau Casals (1934). Va guanyar també els premi Concepció Rabell (1929), Ateneo de Sevilla (1931), Ràdio Associació (1932), Felip Pedrell (1934) i el premi concedit a una de les millors 'Salves' montserratines en el Concurs Musical organitzat per la Unió d'Escolans de Montserrat (1936).
Es va casar amb Remei Forment i Tasis.

### Mort
Va morir a Barcelona el 13 gener del 1942, als seixanta-sis anys. L'agost d'aquell any se li va retre homenatge al Palau Maricel, en el transcurs del qual s'interpretà la seva obra pòstuma, el Quartet de corda “Més claror”, dedicat al seu deixeble Joan F. Tort (Vilafranca del Penedès, 1889 - Sitges, 1967). El 1975 els familiars de Cuscó donaren les seves partitures a l'arxiu de l'Orfeó Català, actualment Centre de Documentació de l'Orfeó Català.

## Obres
- Salve Monserratina á 3 veus y arpa. Lema A. G. A. D/ Premiada a Montserrat. Dedicada a la romeria de Sitges
- Ave Maria. A veu de Tenor. Acompanyament d'orgue. Dedicada “Al meu amic Marian Mayral”
- Prelude Pour Orgue, publicada a la revista francesa La Lyre
- Melodias fáciles. Al reverend P. Luis Villalba.
- Petit Melodie-Recitat per piano. Dedicada a l'amic J. Tort, datada del 26 setembre del 1919 a Sitges.
- Suite en tres temps per quintet de corda – per a flauta, clarinet, piano, harmònium i trompa addicional. Dedicada “Al millor dels meus amics, companys del bon temps en Joan Tort.”
- Preludi, amb marxa de processó
- Salve a tres veus. Dedicada al P. Ramir Escofet. (I. Salve fàcil a tres veus; II. Andante; III. Et Jesum Beneditum; IV. Opia; V. Virolay; VI. Copla a duo). A Barcelona, data del 21 de setembre de 1909.
- El Rey Lear. Lletra d'Apel·les Mestres, Música Amadeo Cuscó. Feta per a tenor I, tenor II, baríton, baixos.
- Minuet
- Entrada per Orgue
- Sevillanas (“Sevilla, Amorosa”; “Castilla la Vieja, Tum turum tum tum”; “Catalunya, El poder del Cant”; “Anhelando llegue el momento de ver a María”)
- Pequeñas impresiones Sinfonicas. En harmonia de Si Major.
- Melodies pequeñas y faciles. Per a orgue.
- Curs pràctic d'Harmonia. Tractat Richter dirigit pel mestre Cuscó.
- Curs pràctic d'Harmonia. Tractat d'en Morera dirigit pel mestre Cuscó.

## Fons personal
El fons Amadeu Cuscó es conserva al Centre de Documentació de l'Orfeó Català. Consta de 29 partitures, totes (excepte una) manuscrites. El repertori musical del fons està constituït per obres instrumentals i quartets o reduccions per a quatre instruments, música religiosa (2 misses, 2 salve, 2 himnes), cançons per a veus i piano, i cançons per a cor. Com a partitures destacades del compositor cal assenyalar la Simfonia per a orquestra; una reducció dels que podrien ser els seus Preludis simfònics; el Poema psíquico, que fou premiat en el Concurs Nacional de Belles Arts de Madrid l'any 1928 i el ja esmentat Quartet de corda en Re menor, que l'any 1929 va guanyar el Premi de Composició Concepció Rabell que atorgava la Fundació Patxot.